# Nordische Junioren-Skiweltmeisterschaften 2002
Die 25. Nordischen Junioren-Skiweltmeisterschaften 2002 fanden vom 20. bis zum 27. Januar 2002 im baden-württembergischen Schonach im Schwarzwald statt. Damit war Deutschland nach 1971 (Nesselwang), 1981 (ebenfalls Schonach) und 1991 (Reit im Winkl) zum vierten Mal und Schonach selbst zum zweiten Mal Ausrichter dieses wichtigsten Nachwuchswettbewerbes im nordischen Skisport.
Erfolgreichste Nation der Wettkämpfe wurden die gastgebenden Deutschen mit drei Gold- und einer Silbermedaille, vor Finnland mit drei Gold- und zwei Bronzemedaillen und Frankreich mit einer Gold- und zwei Silbermedaillen.

## Wettkampfstätten
Die Skisprungwettbewerbe und das Springen der Nordischen Kombination wurden auf der Langenwaldschanze ausgetragen. Die Langlaufwettbewerbe der Spezialisten und der Kombinierer fanden auf den Loipen der Umgebung statt.

## Langlauf Junioren

### 1 km Sprint
| Platz | Sportler          | Land               |
| ----- | ----------------- | ------------------ |
| 1     | Johannes Bredl    | Deutschland        |
| 2     | Ulrich Eger       | Österreich         |
| 3     | Fredrik Byström   | Schweden           |
| 4     | Iwan Alypow       | Russland           |
| 5     | Jewgeni Dementjew | Russland           |
| 6     | Martin Stockinger | Österreich         |
| 7     | Tarō Koizumi      | Japan              |
| 8     | Andrew Newell     | Vereinigte Staaten |
| 9     | Mirco Rigoni      | Italien            |
| 10    | Toni Lang         | Deutschland        |
| …     |                   |                    |
| 17    | Erik Schneider    | Deutschland        |
| 39    | Johann Eder       | Österreich         |
| 40    | Franz Göring      | Deutschland        |
| 51    | Martin Mesotitsch | Österreich         |
| 57    | Rafael Ratti      | Schweiz            |
| 60    | Marco Mühlematter | Schweiz            |
| 64    | Valerio Leccardi  | Schweiz            |

Datum: 26. Januar 2002

### 10 km Freistil
| Platz | Sportler           | Land        | Zeit        |
| ----- | ------------------ | ----------- | ----------- |
| 1     | Kristian Horntvedt | Norwegen    | 29:34,1 min |
| 2     | Johan Höök         | Schweden    | 29:37,8 min |
| 3     | Alexei Trussow     | Russland    | 30:07,6 min |
| 4     | Federico Clementi  | Italien     | 30:21,2 min |
| 5     | Chris Jespersen    | Norwegen    | 30:37,5 min |
| 6     | Matthias Nilsson   | Schweden    | 30:39,9 min |
| 7     | Toni Lang          | Deutschland | 30:40,2 min |
| 8     | Matti Heikkinen    | Finnland    | 30:42,7 min |
| 9     | Nejc Brodar        | Slowenien   | 30:52,1 min |
| 10    | Nikolai Tschebotko | Kasachstan  | 30:52,4 min |
| …     |                    |             |             |
| 12    | Toni Livers        | Schweiz     | 31:03,3 min |
| 14    | Kai Bochert        | Deutschland | 31:03,8 min |
| 16    | Tom Reichelt       | Deutschland | 31:09,9 min |
| 19    | Franz Göring       | Deutschland | 31:21,0 min |
| 25    | Rafael Ratti       | Schweiz     | 31:42,7 min |
| 36    | Pascal Grab        | Schweiz     | 32:09,6 min |
| 51    | Martin Mesotitsch  | Österreich  | 32:37,6 min |
| 65    | Valerio Leccardi   | Schweiz     | 33:27,4 min |

Datum: 24. Januar 2002

### 30 km klassisch
| Platz | Sportler             | Land        | Zeit        |
| ----- | -------------------- | ----------- | ----------- |
| 1     | Aivar Rehemaa        | Estland     | 1:27:50,2 h |
| 2     | Maxim Bulgakow       | Russland    | 1:28;13,5 h |
| 3     | Eivind Juul Pedersen | Norwegen    | 1:29:21,1 h |
| 4     | Eldar Rønning        | Norwegen    | 1:29:39,2 h |
| 5     | Nikolai Tschebotko   | Kasachstan  | 1:29:45,2 h |
| 6     | Jonas Austmo Kolstad | Norwegen    | 1:29:48,5 h |
| 7     | Kristian Horntvedt   | Norwegen    | 1:29:57,9 h |
| 8     | Benjamin Seifert     | Deutschland | 1:30:08,6 h |
| 9     | Johan Höök           | Schweden    | 1:30:15,6 h |
| 10    | Anthony Marguet      | Frankreich  | 1:31:19,1 h |
| …     |                      |             |             |
| 13    | Rafael Ratti         | Schweiz     | 1:32:03,5 h |
| 15    | Kai Bochert          | Deutschland | 1:32:21,2 h |
| 16    | Toni Livers          | Schweiz     | 1:32:24,3 h |
| 17    | Ulrich Eger          | Österreich  | 1:32:43,3 h |
| 25    | Johann Eder          | Österreich  | 1:33:19,6 h |
| 26    | Tom Reichelt         | Deutschland | 1:33:42,6 h |
| 31    | Marco Mühlematter    | Schweiz     | 1:34:29,3 h |
| 52    | Erik Schneider       | Deutschland | 1:38:11,2 h |
| 31    | Pascal Grab          | Schweiz     | 1:39:44,4 h |

Datum: 22. Januar 2002

### 4 × 10 km Staffel
Das Staffelrennen der Junioren, das für den 27. Januar 2002 vorgesehen war, fiel den Wetterverhältnissen zum Opfer.

## Langlauf Juniorinnen

### 1 km Sprint
| Platz | Sportler               | Land        |
| ----- | ---------------------- | ----------- |
| 1     | Mona-Liisa Malvalehto  | Finnland    |
| 2     | Nicole Fessel          | Deutschland |
| 3     | Kjersti Nordberg       | Norwegen    |
| 4     | Riikka Sarasoja        | Finnland    |
| 5     | Marion Barnet          | Frankreich  |
| 6     | Kirsi Perälä           | Finnland    |
| 7     | Barbara Feichtner      | Österreich  |
| 8     | Irina Efanowa          | Russland    |
| 9     | Aurelie Jäggy          | Frankreich  |
| 10    | Britta Norgren         | Schweden    |
| …     |                        |             |
| 18    | Katrin Höfler          | Deutschland |
| 31    | Doris Trachsel         | Schweiz     |
| 39    | Nicole Kunz            | Schweiz     |
| 40    | Selina Gasparin        | Schweiz     |
| 44    | Isabella Wechselberger | Österreich  |
| 46    | Jana Hönig             | Deutschland |
| 53    | Katrin Weeger          | Deutschland |
| 59    | Seraina Boner          | Schweiz     |

Datum: 26. Januar 2002

### 5 km Freistil
| Platz | Sportler                | Land               | Zeit        |
| ----- | ----------------------- | ------------------ | ----------- |
| 1     | Élodie Bourgeois-Pin    | Frankreich         | 16:15,1 min |
| 2     | Cécile Storti           | Frankreich         | 16:42,6 min |
| 3     | Irina Terentjeva        | Litauen            | 16:48,9 min |
| 4     | Nicole Kunz             | Schweiz            | 16:49,3 min |
| 5     | Marina Butakowa         | Russland           | 16:51,9 min |
| 6     | Kristina Trygstad-Saari | Vereinigte Staaten | 16:53,5 min |
| 7     | Émilie Vina             | Frankreich         | 16:56,9 min |
| 8     | Doris Trachsel          | Schweiz            | 16:58,0 min |
| 9     | Silvia Rupil            | Italien            | 16:58,1 min |
| 10    | Hanna Forsberg          | Schweden           | 17:00,0 min |
| …     |                         |                    |             |
| 17    | Nicole Fessel           | Deutschland        | 17:04,8 min |
| 18    | Antje Mämpel            | Deutschland        | 17:08,2 min |
| 26    | Stefanie Wunderle       | Deutschland        | 17:23,0 min |
| 28    | Julia Swieder           | Deutschland        | 17:26,7 min |
| 32    | Selina Gasparin         | Schweiz            | 17:33,0 min |
| 45    | Ursina Badilatti        | Schweiz            | 17:49,8 min |
| 51    | Marlene Kendler         | Österreich         | 18:07,1 min |
| 63    | Barbara Feichtner       | Österreich         | 18:41,7 min |
| 68    | Isabelle Wechselberger  | Österreich         | 19:25,4 min |

Datum: 24. Januar 2002

### 15 km klassisch
| Platz | Sportler              | Land        | Zeit        |
| ----- | --------------------- | ----------- | ----------- |
| 1     | Jewgenija Krawzowa    | Russland    | 44:00,0 min |
| 2     | Ellen Sandbakken      | Norwegen    | 44:04,2 min |
| 3     | Mona-Liisa Malvalehto | Finnland    | 44:05,0 min |
| 4     | Élodie Bourgeois-Pin  | Frankreich  | 44:26,4 min |
| 5     | Sanna Pulkkinen       | Finnland    | 44:39,4 min |
| 6     | Émilie Vina           | Frankreich  | 44:45,4 min |
| 7     | Riikka Sarasoja       | Finnland    | 44:55,3 min |
| 8     | Caroline Weibel       | Frankreich  | 45:04,0 min |
| 9     | Merethe Braathen      | Norwegen    | 45:19,6 min |
| 10    | Darja Starostina      | Kasachstan  | 45:37,4 min |
| …     |                       |             |             |
| 20    | Katrin Weeger         | Deutschland | 46:42,2 min |
| 22    | Nicole Kunz           | Schweiz     | 46:53,7 min |
| 23    | Ursina Badilatti      | Schweiz     | 46:53,9 min |
| 25    | Seraina Boner         | Schweiz     | 47:16,8 min |
| 28    | Doris Trachsel        | Schweiz     | 47:29,7 min |
| 29    | Antje Mämpel          | Deutschland | 47:34,5 min |
| 30    | Katrin Höfler         | Deutschland | 47:36,7 min |
| 36    | Kristina Bertl        | Österreich  | 48:48,7 min |
| 36    | Marlene Kendler       | Österreich  | 49:23,8 min |
| 47    | Jana Hönig            | Deutschland | 50:23,6 min |

Datum: 22. Januar 2002

### 4 × 5 km Staffel
Das Staffelrennen der Juniorinnen, das für den 27. Januar 2002 vorgesehen war, fiel den Wetterverhältnissen zum Opfer.

## Nordische Kombination Junioren

### Sprint (Normalschanze K 90/5 km)
Der Sprintwettbewerb, der für den 27. Januar 2002 vorgesehen war, fiel den Wetterverhältnissen zum Opfer.

### Gundersen (Normalschanze K 90/10 km)
| Platz | Sportler            | Land               | Zeit        |
| ----- | ------------------- | ------------------ | ----------- |
| 1     | Björn Kircheisen    | Deutschland        | 30:54,2 min |
| 2     | Alex Glueck         | Vereinigte Staaten | 33:08,7 min |
| 3     | Nathan Gerhart      | Vereinigte Staaten | 33:13,8 min |
| 4     | Jan Schmid          | Schweiz            | 33:16,6 min |
| 5     | Sébastien Lacroix   | Frankreich         | 33:18,5 min |
| 6     | Mathieu Martinez    | Frankreich         | 33:22,9 min |
| 7     | Petter Tande        | Norwegen           | 33:29,3 min |
| 8     | Seppi Hurschler     | Schweiz            | 33:37,3 min |
| 9     | Tino Edelmann       | Deutschland        | 33:47,5 min |
| 10    | Jo-Wesche Fossheim  | Norwegen           | 34:02,9 min |
| …     |                     |                    |             |
| 12    | Michael Palli       | Österreich         | 34:42,7 min |
| 15    | Christian Beetz     | Deutschland        | 34:15,8     |
| 23    | Florian Aichinger   | Österreich         | 35:36,7     |
| 26    | Guido Scheiber      | Schweiz            | 36:07,0     |
| 33    | Christoph Menz      | Deutschland        | 37:19,2     |
| 35    | Tobias Gantenbein   | Schweiz            | 37:38,6     |
| 38    | Michael Hollenstein | Schweiz            | 37:51,0     |

Datum: 23. Januar 2002

### Mannschaft (Normalschanze K90/4 × 5 km)
| Platz | Sportler                                                           | Land               |
| ----- | ------------------------------------------------------------------ | ------------------ |
| 1     | Florian Schillinger Tino Edelmann Christian Beetz Björn Kircheisen | Deutschland        |
| 2     | Maxime Laheurte Mathieu Martinez François Braud Sébastien Lacroix  | Frankreich         |
| 3     | Jo-Wesche Fossheim Magnus Moan Mathias Oestvik Petter Tande        | Norwegen           |
| 4     | Ethan Johnson Morgan Goodwin Alex Glück Nathan Gerhart             | Vereinigte Staaten |
| 5     | Gregor Verbajs Anže Brankovic Andrej Jezeršek Marko Simić          | Slowenien          |
| 6     | Junpei Aoki Yūsuke Minato Norihito Kobayashi Tomoyuki Usui         | Japan              |
| 7     | Guido Scheiber Michael Palli Florian Aichinger Bernhard Gruber     | Österreich         |
| 8     | Petr Hlubuček Stanislav Petruzela Zdeněk Máka Jan Vodsedalek       | Tschechien         |
| 9     | Raimo Kariniemi Jari Hiukka Ville Kähkönen Markus Laitinen         | Finnland           |
| 10    | Thomas Engel Michael Hollenstein Tobias Gantenbein Seppi Hurschler | Schweiz            |

Datum: 25. Januar 2002

## Skispringen Junioren

### Normalschanze
| Platz | Sportler             | Land               | Punkte |
| ----- | -------------------- | ------------------ | ------ |
| 1     | Janne Happonen       | Finnland           | 255,5  |
| 2     | Daiki Itō            | Japan              | 248,0  |
| 3     | Kalle Keituri        | Finnland           | 245,0  |
| 4     | Rok Urbanc           | Slowenien          | 243,5  |
| 5     | Akseli Kokkonen      | Finnland           | 241,5  |
| 6     | Stefan Thurnbichler  | Österreich         | 241,0  |
| 7     | Clint Jones          | Vereinigte Staaten | 237,5  |
| 7     | Zvonko Kordež        | Slowenien          | 237,5  |
| 9     | Jan Mazoch           | Tschechien         | 227,0  |
| 10    | Maximilian Mechler   | Deutschland        | 225,5  |
| …     |                      |                    |        |
| 12    | Manuel Fettner       | Österreich         | 217,0  |
| 19    | Balthasar Schneider  | Österreich         | 202,2  |
| 22    | Mario Kürschner      | Deutschland        | 200,0  |
| 26    | Antoine Guignard     | Schweiz            | 186,0  |
| 26    | Christian Nagiller   | Österreich         | 186,0  |
| 36    | Julian Musiol        | Deutschland        | 167,0  |
| 39    | Christoph Höss       | Schweiz            | 165,5  |
| 46    | Pascal Schönenberger | Schweiz            | 160,0  |
| 58    | Heiri Kälin          | Schweiz            | 084,0  |

Datum: 26. Januar 2002

### Mannschaftsspringen Normalschanze
| Platz | Sportler                                                                  | Land               | Punkte |
| ----- | ------------------------------------------------------------------------- | ------------------ | ------ |
| 1     | Janne Happonen Harri Olli Arttu Lappi Akseli Kokkonen                     | Finnland           | 953,0  |
| 2     | Balthasar Schneider Christoph Strickner Christian Nagiller Manuel Fettner | Österreich         | 924,0  |
| 3     | Bine Zupan Zvonko Kordež Rok Benkovič Jaka Oblak                          | Slowenien          | 851,0  |
| 4     |                                                                           | Deutschland        | 850,5  |
| 5     |                                                                           | Japan              | 766,5  |
| 6     |                                                                           | Norwegen           | 765,5  |
| 7     |                                                                           | Vereinigte Staaten | 763,5  |
| 8     |                                                                           | Frankreich         | 705,5  |
| 9     |                                                                           | Schweden           | 703,0  |
| 10    |                                                                           | Kanada             | 639,5  |
| 11    |                                                                           | Schweiz            | 638,5  |

Datum: 24. Januar 2002

## Nationenwertung
| Platz | Land               | Gold | Silber | Bronze | Gesamt |
| ----- | ------------------ | ---- | ------ | ------ | ------ |
| 1     | Deutschland        | 3    | 1      | 0      | 4      |
| 2     | Finnland           | 3    | 0      | 2      | 5      |
| 3     | Frankreich         | 1    | 2      | 0      | 3      |
| 4     | Norwegen           | 1    | 1      | 3      | 5      |
| 5     | Russland           | 1    | 1      | 1      | 3      |
| 6     | Estland            | 1    | 0      | 0      | 1      |
| 7     | Österreich         | 0    | 2      | 0      | 2      |
| 8     | Schweden           | 0    | 1      | 1      | 2      |
| 8     | Vereinigte Staaten | 0    | 1      | 1      | 2      |
| 10    | Japan              | 0    | 1      | 0      | 1      |
| 11    | Litauen            | 0    | 0      | 1      | 1      |
| 11    | Slowenien          | 0    | 0      | 1      | 1      |